# Grégoire Lorieux
Grégoire Lorieux, né le 1er juin 1976 à Tours, est un compositeur et professeur de musique électroacoustique français.

## Biographie
Étudiant la flûte à bec et la musique ancienne, il pratique la musique de la Renaissance. Il obtient une maîtrise de musicologie sur l'œuvre de Kaija Saariaho en 1999. Élève de Philippe Leroux, en composition et électroacoustique, il se forme ensuite au Conservatoire national supérieur de musique et de danse de Paris auprès de Michaël Levinas en analyse puis de Frédéric Durieux, Marco Stroppa et Gérard Pesson en composition. Il suit plus tard le Master d’expérimentation en arts et politique à Sciences Po Paris (2012-2013), notamment auprès de Bruno Latour. 
Comme réalisateur en informatique musicale chargé d’enseignement à l’Ircam, Grégoire Lorieux a accompagné de nombreux créateurs et s’est investi dans le domaine de la transmission : il développe des activités pédagogiques pour le jeune public et le grand public. 
Il a aussi été co-directeur artistique de l'ensemble Itinéraire de 2013 à 2024 et professeur associé de musique électroacoustique au Conservatoire national supérieur de musique et de danse de Paris de 2019 à 2024.

## Œuvres musicales
- Études électriques : cycle pédagogique pour instrument et électronique (2008-) ;
- Paysage 1 pour sept instruments et field recording obligé, commande de Radio France pour l’émission Alla breve, création par l’ensemble Cairn (2014)[5]
- Light Remembered, pour orgue et électronique (2016)
- SideReal#2 pour contrebasse, percussion et électronique sous casques, création par Tanguy Menez et Isabelle Cornélis (2018)
- L'entaille, installation sonore électroacoustique et vocale, création par Valérie Philippin (2019)
- Deep Adaptation pour 10 instruments et électronique, création par les ensembles Itinéraire et Meitar (2020)
- Lignes de lumière pour violes de gambe, création par le consort Sit Fast lors du festival Présences (2020).
- Etre oiseau , jeu musical écologique pour 3 musicien·nes avec participation du public (2021).

## Écrits
- Parcours de l'oeuvre de Kaija Saariaho, sur le site brahms.ircam.fr
- « Une analyse d’Amers de Kaija Saariaho », DEMéter, novembre 2004, Université de Lille-3